# 市川ヒロシ
市川 ヒロシ（いちかわ ヒロシ、1976年7月30日 - ）は日本の漫画家。広島県広島市出身。広島県立広島皆実高等学校、沖縄県立芸術大学美術工芸学部デザイン工芸学科卒。

## 来歴
中学時代に『月刊少年ジャンプ』の新人漫画家募集企画「勝ちぬき!ギャグバトル」に応募。名前を「市川裕士」から「市川ヒロシ」に変えた10回目の応募作品「1億2千万の動物たちへ」で、チャレンジャーとして四コマ漫画3ページ分が同誌1991年7月号に掲載される。
2000年10月に「2人暮らし」で第244回ヤングマガジン月間新人漫画賞を受賞。受賞作が『週刊ヤングマガジン』2001年5+6号に掲載され、デビューを果たす。その後、『別冊ヤングマガジン』2001年16号に同作品の続編が読みきりとして掲載され、同雑誌の2001年20号より連載が開始となる。
料理が趣味でTwitterやブログに料理の写真をアップすることがある。
2020年10月より、『どんぶり委員長』がテレビドラマ化される。

## 作品リスト

### 漫画
- 2人暮らし（2001年 - 2004年、別冊ヤングマガジン）ヤングマガジンKC全3巻
- ちいちゃんち（2004年 - 2005年、まんがくらぶ）
- 家賃8万ダンナは無職（2005年 - 2007年、まんがくらぶ）
- 設定6を狙い打て! ろく式（2004年 - 2006年スロマガコミックV7→漫画パチスロV7）アクションコミックス全2巻
- またタビ（2006年 - 2008年、週刊コミックバンチ）バンチコミックス1巻
- 川合くん - パチスロ7DX→パチスロ7jr.→パチスロ7連載（2006年 - 2013年 ）
- 川合くんと宇佐美くん（2009年 - 2013年、パチプロ7）
- 宇佐美くん（2009年 - 2011年、パチンココミック7）
- ぱち式〜ラスベガスへの道→ぱち式 真ラスベガスへの道（2009年 - 2013年、パチンコ10番勝負）
- カフェねこコビ（2011年、まんがタイム→まんがタイムファミリー）
- 設定6を狙い打て！ろく式弐（2011年 - 2013年、パチスロ激魂）
- 打めんず7（2014年 - 、パチスロ7）
- どんぶり委員長（2014年 - 2017年、WEBコミックアクション）※2020年にテレビドラマ化
- 二日目の酔い子ちゃん（2018年 - 2019年、月刊アクション）
- はつくい転校生（2018年 - 2019年、まんがタウン）
- 猫のジボリと暮らしています。（2019年、ナンバーナイン）
- 里村さんの欲望ダダ漏れごはん（2019年、ぶんか社）

### エッセイ・その他
- ひとりぼっちだけどほめられたくてせっせと料理写真をアップしてます（2014年、 KADOKAWA）
- ピンめし！エトセトラ（2017年、芳文社）
- おそ松さん公式アンソロジーコミック NEET GOING ON！（2018年、双葉社）※テレビアニメ『おそ松さん』のアンソロジー本に参加
- 1LDKにほん妄想酒場めぐり（2019年、ぶんか社）
- ヒロシのワシャ勝ちたいんじゃあ！（2020年、スコラマガジン）既刊2巻
- 42歳・インドア漫画家 欲望のままに生きるのをやめたら、2ヶ月で12kgやせてました（2020年[3]、集英社）

### 単行本未収録
- カレーは裏切らない（『月刊まんがタウン』2021年11月号） - コミックエッセイ
- でかねこじいさんと僕（「コミックカルラ」2022年4月21日[4] - ）
- もくもく もくのキャン（『月刊まんがタウン』2022年6月号[5] - 2024年1月号[6]）
- 私のダイエット体験（『月刊まんがタウン』2023年1月号[7]） - コミックエッセイ[7]
- 私の好きなお花見（『月刊まんがタウン』2023年5月号[8]） - コミックエッセイ[8]